# Северные говоры Владимирско-Поволжской группы

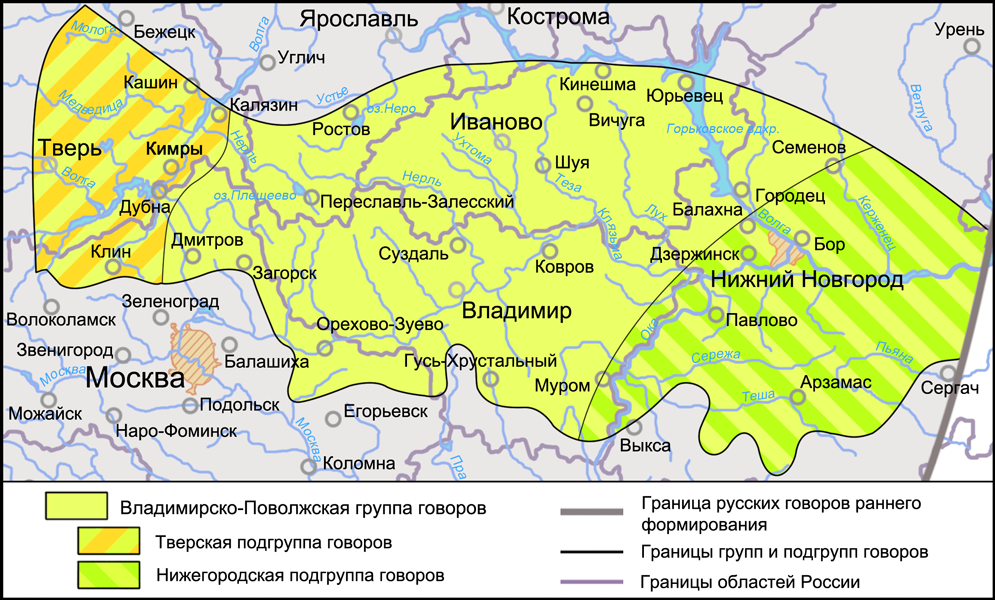
Владимирско-Поволжская группа говоров
На основе данных

Се́верные го́воры Влади́мирско-Пово́лжской гру́ппы — говоры, размещённые в северной части территории Владимирско-Поволжской группы на границе с севернорусским наречием, объединённые общими для них диалектными чертами.

## Общая характеристика и область распространения
Территория северных говоров Владимирско-Поволжской группы, находящаяся в непосредственной близости от территории говоров севернорусского наречия, охватывается значительным числом явлений северных диалектных объединений, ареалы которых заходят южнее границы среднерусских говоров и севернорусского наречия, но не распространяются в говорах юга Владимирско-Поволжской группы. К таким диалектным явлениям относятся как явления известные северному наречию в целом, так и характерные только для его Костромской группы говоров.
Ареалы диалектных черт северной или южной локализации русского языка (наречий, диалектных зон, групп говоров), в разной степени продвигающиеся на территорию Владимирско-Поволжской группы, имеют сложный характер взаимопересечений и не образуют чёткой границы, в результате чего северные и южные говоры Владимирско-Поволжской группы разделяются областью говоров различных переходных типов. Также и сами северные говоры Владимирско-Поволжской группы, размещённые в области взаимопересекающихся ареалов владимирско-поволжских и севернорусских диалектных явлений, могут быть рассмотрены как переходные к Костромской группе говоров северного наречия.
Отсутствие определённой границы с южными говорами в пределах Владимирско-Поволжской группы, а также распространение крайне малого числа присущих только северным говорам местных диалектных явлений, не даёт оснований для выделения их в отдельную подгруппу.

## Особенности говоров

### Диалектные черты северного наречия
Диалектные черты северного наречия в целом, включая его Костромскую группу говоров, распространённые в северных говорах Владимирско-Поволжской группы:
1. Усиление элементов различения гласных неверхнего подъёма во втором предударном слоге и в заударных слогах, особенно широко представленное в различении гласных в конечных открытых слогах[4]. Наряду с различением гласных а и о в заударных слогах в северных говорах наблюдается также и совпадение их в гласных ъ или в а в этих же положениях, как и в южных говорах. Совпадение гласных а и о в  а или редуцированном ъ: на́д[ъ] (надо), до́м[ъ] (дома) или на́д[а], до́м[а], из го́р[ъ]да (из города) (черта южнорусского наречия)[4]. Совпадение гласных а и о только в а в конечном закрытом слоге: в го́р[а]д (в город), вы́д[а]л (выдал) и т. д. (черта юго-восточной диалектной зоны).
2. Произношение гласного звука о во втором предударном слоге в абсолютном начале слов: [о]топри́, [о]тн’ала́, [о]гурцы́ и т. п., в отличие от широко распространённого на территории Владимирско-Поволжской группы произношения у в соответствии о ([у]топри́ и т. п.) и отмечаемого в южной части территории произношения редуцированного гласного ъ в соответствии о ([ъ]топри́ и т. п.).
3. Различения гласных в безударных окончаниях -ут и -ат у глаголов настоящего времени 3-го лица мн. числа I и II спряжения: пи́ш[ут], дêлай[ут] — ды́ш[ат], но́с’[ат] и т. д.[5]
4. Возможность употребления нестяженных сочетаний гласных после утраты интервокального j: зн[а́э]т, зн[а́а]т (знает), дêл[аэ]т, дêл[аа]т (делает) и т. п.
5. Наличие сочетания мм в соответствии сочетанию бм: о[м:]а́н (обман), о[м:]êр’а́л (обмерял)[6].
6. Окончание -ы в форме родительного пад. ед. числа существительных жен. рода с окончанием -а и твёрдой основой: у жон[ы́], с рабôт[ы] и т. д.
7. Наличие общей формы дательного и творительного пад. мн. числа существительных и прилагательных: с пусты́м в’о́др[ам], к пусты́м в’о́др[ам]; со свои́м рук[а́м], к свои́м рук[а́м] и т. п.[7]
8. Распространение прилагательного толсто́й с ударением на окончании.
9. Распространение особого типа склонения существительных муж. рода с суффиксами -ушк-, -ишк- (дêдушка, мал’чи́шка и т. п.) по мужскому типу склонения[1]:

| Именительный падеж | дếдушко    | мал’чи́шко    |
| Родительный падеж  | у дếдушка  | у мал’чи́шка  |
| Дательный падеж    | к дếдушку  | к мал’чи́шку  |
| Винительный падеж  | дếдушка    | мал’чи́шка    |
| Творительный падеж | с дếдушком | с мал’чи́шком |
| Предложный падеж   | о дếдушке  | о мал’чи́шке  |

### Диалектные черты, общие с Костромской группой
Диалектные черты, общие для Костромской группы говоров и северных говоров Владимирско-Поволжской группы:
1. Разновидность ассимилятивного прогрессивного смягчения задненёбных г — к — х, при которой такое смягчение наблюдается после парных мягких согласных при отсутствии смягчения после ч’ и j: ба́[н’к’]а, но до́[ч’к]а, ча[йк]у́.
2. Окончание -ей в форме родительного пад. мн. числа существительных жен. рода с окончанием на -а с мягкой основой: ба́н[ей], йа́блон[ей], дере́вн[ей] и т. п.
3. Произношение сн в соответствии чн в словах молочный и яичница: моло́[сн]ой,  яи́[сн]ица. Произношение яи́[сн]ица неизвестно в говорах Костромской группы.
4. Распространение слов: сосуно́к (жеребёнок в возрасте до года), стри́га и стрига́н (жеребёнок на втором году), третья́к (жеребёнок на третьем году) и др.[1]

### Местные диалектные черты
Местные диалектные черты северных говоров Владимирско-Поволжской группы:
1. Распространение форм притяжательных местоимений с обобщённым ударным гласным е в ед. числе: с мой[е́]м (с моим), в мой[е́]м (в моём), а также в формах мн. числа: мой[е́] (моё), мой[е́]х (моих) и т. п., в отличие от местоимений с обобщённым гласным и в говорах юга группы (ед. число: с мо[и́]м, в мо[и́]м, мн. число: мо[и́], мо[и́]х и т. п.)
2. Наличие форм именительного пад. мн. числа прилагательных с окончанием -еи: худ[э́и] (худые), плох[е́и] (плохие) и т. д.
3. Отсутствие или очень редкое распространение форм предложного пад. прилагательных муж. и средн. рода с окончанием -им (-ым): в худ[ы́]м.
4. Двусложные (дифтонговые) окончания в косвенных падежах мн. числа прилагательных: бе́л[ыих] (белых), бе́л[ыим] (белым) и т. д. Данная черта также распространена в западных среднерусских окающих говорах[1].